# Hemeroblemma clarilinea
Hemeroblemma clarilinea är en fjärilsart som beskrevs av Paul Mabille 1899. Hemeroblemma clarilinea ingår i släktet Hemeroblemma och familjen nattflyn. Inga underarter finns listade i Catalogue of Life.